# Joseph Monsservin
Joseph-Aimé-Pierre-Charles-Émile Monsservin, né le 8 mai 1864 à Rodez (Aveyron) et mort le 26 mai 1944 à Vailhourles (Aveyron), est un magistrat et homme politique français.

## Biographie
Fils d'Émile Monsservin et de Marie Mathilde Delclaux, il suivit des études de droit, s'inscrit au barreau de Rodez et rentra dans la magistrature.  Procureur de la République et juge d'instruction à Espalion, il devint président du tribunal d'instance d'Espalion en 1937.
Élu conseiller général du canton de Réquista en 1898, il est député de l'Aveyron de 1898 à 1902, puis de 1906 à 1912. 
Il succéda en 1912 à son père au Sénat, où il siégea jusqu'en 1940. Il fut questeur du Sénat de 1927 à 1934.
Il est l'oncle du ministre Roland Boscary-Monsservin qu'il adopta au décès de son père.

## Pour approfondir